# Филатово (Медынский район)
Филатово — деревня в Медынском районе Калужской области России. Входит в состав сельского поселения «Село Передел» .

## География
Находится в северной части области, в западной части района. 

## История
Входило в приход села Никитское Медынского уезда. В конце XIX века в деревне была обнаружена и закрыта типография, где печатали старообрядческую литературу

## Население
| 2002 | 2010 |
| ---- | ---- |
| 3    | ↗7   |

## Инфраструктура
Личное подсобное хозяйство.

## Транспорт
Деревня доступна по просёлочным дорогам. 